# Barre fixe
Pour les articles homonymes, voir Barre.

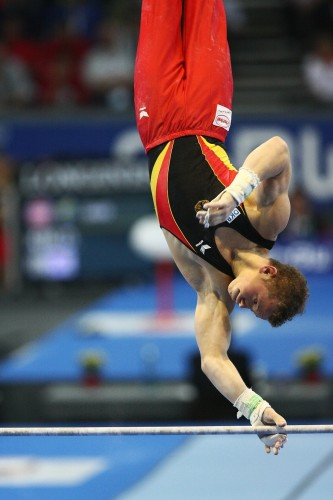
Fabian Hambüchen aux championnats de monde de Stuttgart (2007).

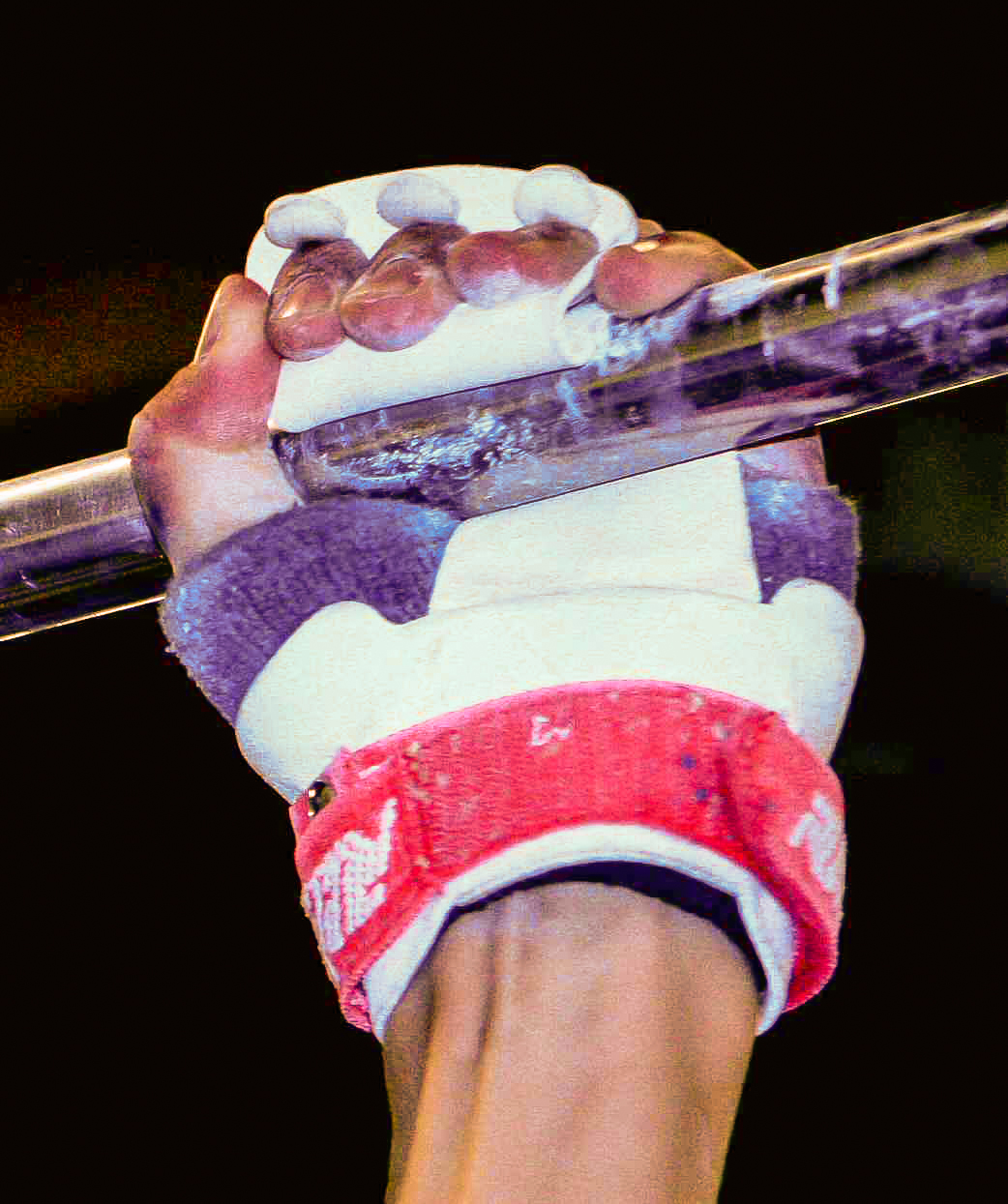
maniques utilisées à la barre fixe.

La barre fixe est un des six agrès de la gymnastique artistique masculine. Elle est constituée de métal et est tenue entre deux poteaux rendus eux-mêmes fixes par l'emploi de câbles tendus. La barre offre cependant une certaine souplesse mécanique. Pour illustrer les nombreuses possibilités de l’engin, un exercice moderne à la barre fixe est une présentation dynamique enchainant des éléments d’élan, des rotations et des parties volantes sans arrêt exécutés près et loin de la barre en prises diverses. La barre fixe nécessite l'emploi de maniques.

## Dimensions
- Hauteur : 270 cm (dont 20 cm de tapis de réception)
- Longueur : 240 cm
- Diamètre de la barre : 2,8 cm